# Antologi-serie
En antologi-serie er en radio-, fjernsyns- eller filmserie, hvor handling, karakterer, genre, stil etc. ikke nødvendigvis har en tydelig sammenhæng med hverken de foregående eller efterfølgende afsnit eller sæsoner og de enkelte afsnit i serien kan dermed fungere selvstændigt. I antologi-serier præsenteres der med hvert afsnit ofte en ny handling og et nyt sæt karakterer, som set i tv-serien Black Mirror, men der er ligeledes eksempler på serier, som fx American Horror Story, hvor skuespillercastet kan være det samme, men skuespillerne indtager nye roller i hvert afsnit.